# Guam Police Department

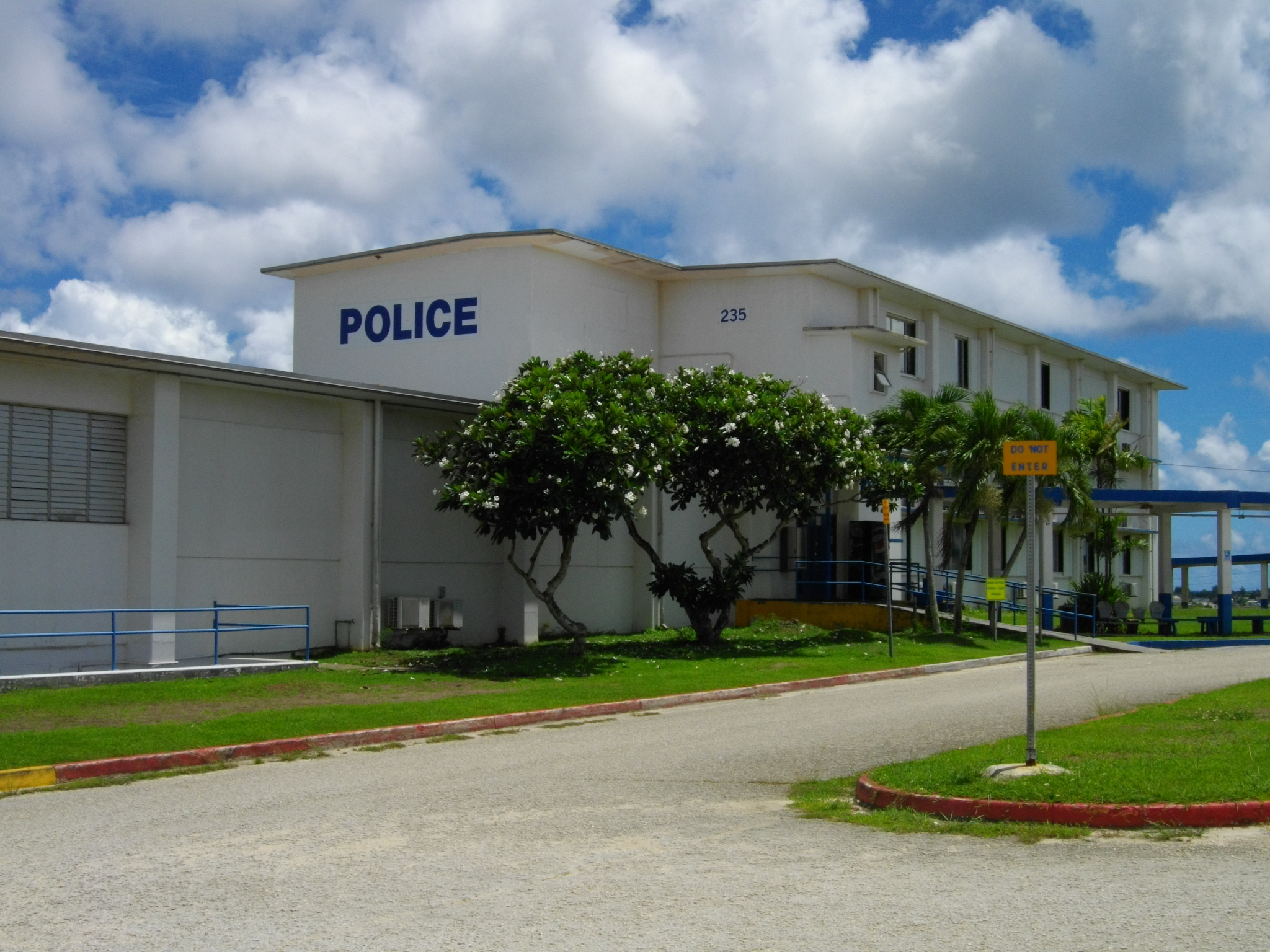
Gebäude der Polizei von Guam in Tiyan

Das Guam Police Department (GPD; Chamorro: Dipåttamenton Polisian Guåhan) ist die Strafverfolgungsbehörde im Territorium der Vereinigten Staaten von Guam. Die Polizeibehörde ist für das gesamte Territorium zuständig, mit Ausnahme des Hafens, des Flughafens und der Militärbasen. Das Guam Police Department ist für die Familien der Angehörigen des Militärs auf der Basis zuständig, da Zivilisten nicht nach dem Uniform Code of Military Justice angeklagt werden können.
Die Polizeibehörde hat ihren Sitz im Gebäude des Guam Police Department im Stadtteil Tiyan in Barrigada und verfügt über vier Reviere.

## Geschichte
Das Guam Police Department wurde im Jahr 1985 gegründet und ging aus dem Guam Department of Public Safety, das seit 1952 Polizeibehörde Guams war, hervor. Zuvor wurde die Strafverfolgung auf Guam von der von der US Navy verwalteten Guam Insular Guard und der zivil geführten Guam Insular Patrol Force durchgeführt.

## Galerie

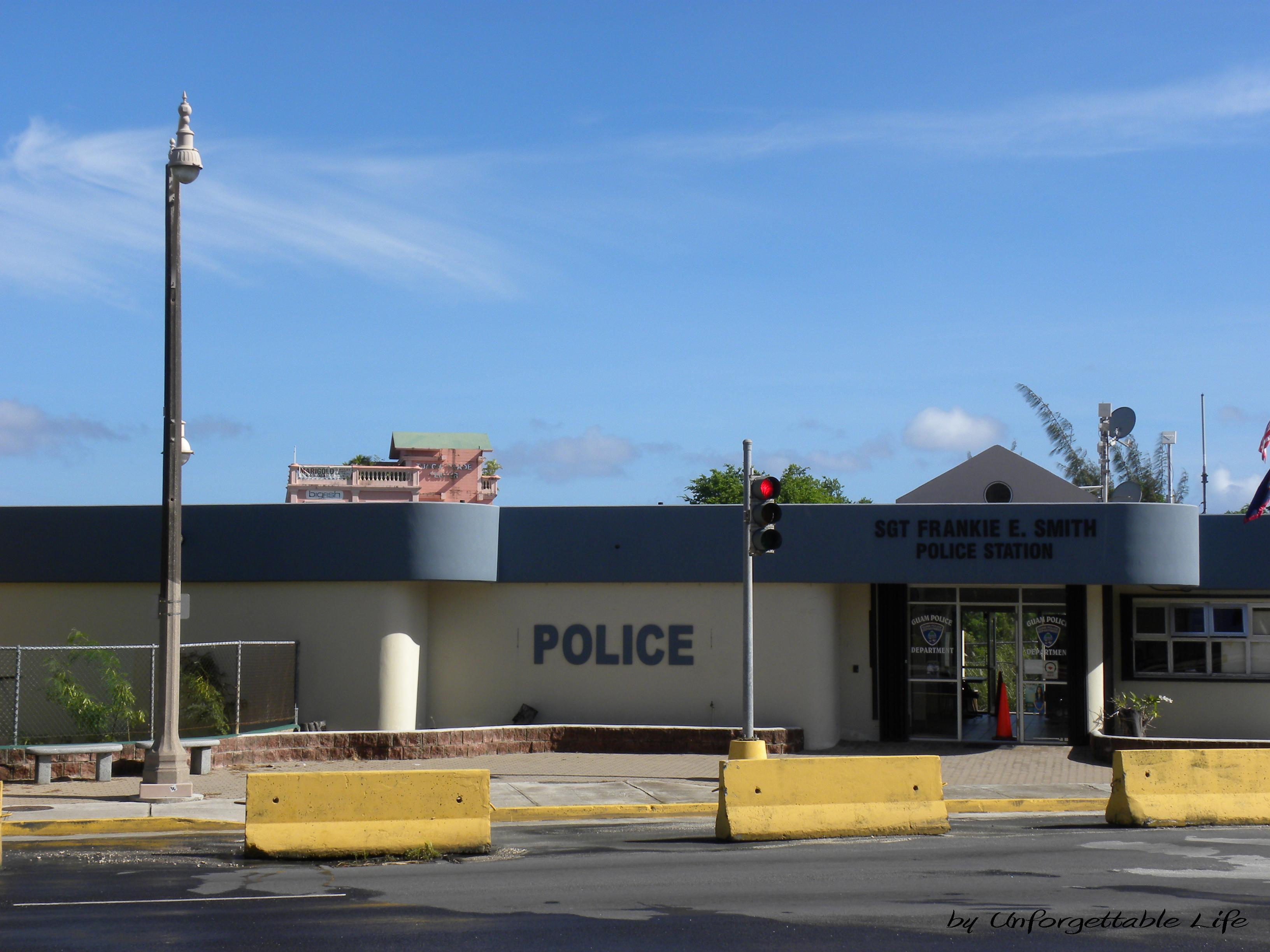
Sgt. Frankie E. Smith Polizeistation, Tumon
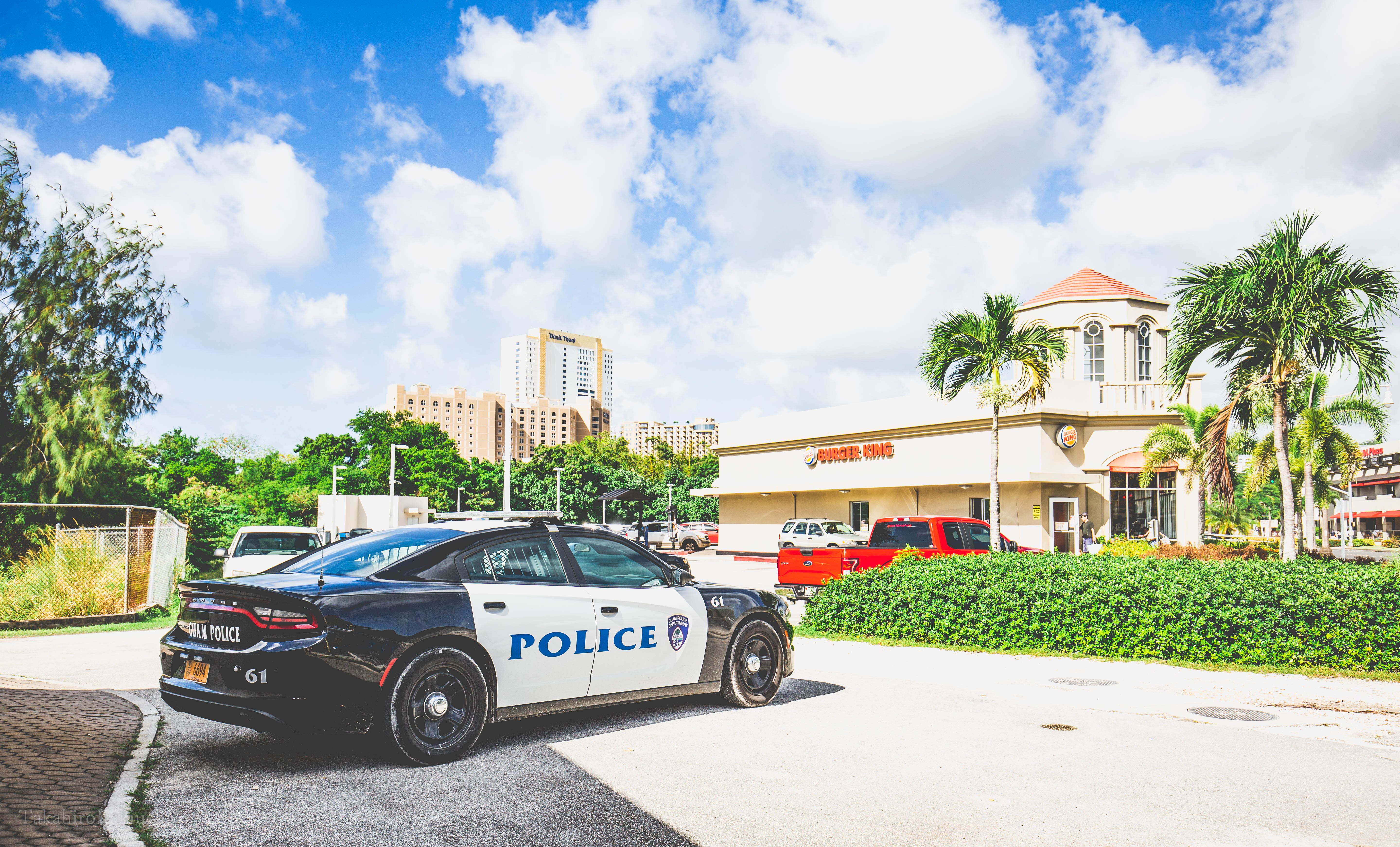
Dodge Charger (LX) im GPD-Dienst